# Thièvres (Somme)
Thièvres település Franciaországban, Somme megyében. Lakosainak száma 57 fő (2022. január 1.). Thièvres Famechon, Sarton, Thièvres, Authie, Marieux és Vauchelles-lès-Authie községekkel határos.

## Népesség
A település népessége az elmúlt években az alábbi módon változott:
| Lakosok száma | 61   | 62   | 62   | 63   | 63   | 64   | 61   | 57   |
|               | 2013 | 2015 | 2017 | 2018 | 2019 | 2020 | 2021 | 2022 |